# توسعه آکسفورد
توسعه آکسفورد (انگلیسی: Oxford Development) شرکت املاک آمریکایی است، که در سال ۱۹۶۳ توسط ادوارد لیوایز تأسیس شد.